# Кицар
Кицар (словен. Kicar) — поселення в общині Птуй, Подравський регіон‎, Словенія.